# Új Magyarság
Az Új Magyarság politikai napilap volt. 1934-ben Milotay István, Gömbös Gyula hatására, szakított a keresztény legitimista, Pethő Sándor vezette „Magyarság”-gal:  ekkor indította el és szerkesztette a lap megszűnéséig az Új Magyarságot. A Gömbös-kormány németbarát, fasizálódó politikáját támogató lap egyre szélsőségesebb revíziós, antiszemita, szovjet-ellenes, háborús propagandát folytatott. 1944. október 15. után a nyilasok szócsöve volt. 1944 végén szűnt meg.

## Külső hivatkozások
- Az Orient Express Török-Magyar Kulturális hírportál honlapján